# Gottfried von Bockelmann
Karl Gottfried von Bockelmann (* 3. März 1789 in Emden; † 20. April 1860 in Brandenburg an der Havel) war ein preußischer Generalleutnant.

## Leben

### Herkunft
Bockelmann gehörte einer 1797 in den Reichsadelsstand nobilitierten Familie an. Seine Eltern waren der königlich preußische Geheime Kommerzienrat und Herr auf Walbeck, Christoph Friedrich Karl von Bockelmann (1762–1822) und Marie Sophie Teegel (1765–1819).

### Militärlaufbahn
Seine Laufbahn in der Preußischen Armee begann Bockelmann 1801 als Gefreiterkorporal in der Magdeburgischen Füsilierbrigade und avancierte dort 1803 zum Portepeefähnrich. 1804 stand er im Rang eines Sekondeleutnants in der westfälischen Füsilierbrigade.
Im Vierten Koalitionskrieg wurde Bockelmann im Gefecht bei Lübeck an Kopf und Schulter verwundet, blieb dennoch dienstfähig und wechselte 1807 zum Füsilierbataillon „von Moeller“. 1808 trat er ins Kolbergische Infanterie-Regiment (Nr. 9) ein, avancierte dort 1813 zum Premierleutnant und nahm mit diesem an den Befreiungskriegen teil. Er kämpfte in den Schlachten bei Schlacht bei Großbeeren, erhielt für Dennewitz das Eiserne Kreuz II. Klasse, kam bei Leipzig zum Einsatz und konnte sich bei Ligny erneut auszeichnen. Hierfür wurde Bockelmann das Eiserne Kreuz I. Klasse sowie der Orden des Heiligen Wladimir IV. Klasse verliehen. Im Kriegsverlauf nahm er auch an der Belagerung von Wittenberg sowie den Gefechten von Wavre, Hoogstraten, Venlo, Limatte und dem Sturm auf Arnheim teil.
Bereits 1813 wurde er zum Stabskapitän befördert und wechselte 1814 zum Clevischen Landwehr-Infanterie-Regiment. 1815 erfolgte seine Beförderung zum Major und 1819 wurde er zum Kommandeur des 2. Jäger-Bataillons ernannt. Bockelmann avancierte weiter, 1829 zum Oberstleutnant, wurde 1831 Chef des Generalstabes des IV. Armee-Korps, 1832 zum Oberst und wurde gleichzeitig Chef des Generalstabes des III. Armee-Korps. 1833 wurde er Kommandeur des 30. Infanterie-Regiments und 1835 Kommandeur des 6. Infanterie-Regiments. Im selben Jahr erhielt er den Orden der Heiligen Anna II. Klasse. Am 18. August 1837 wurde Bockelmann zum Kommandeur der 9. Infanterie-Brigade in Glogau ernannt, er blieb aber dem 6. Infanterie-Regiment aggregiert. Seine Beförderung zum Generalmajor erfolgte 1839. Am 3. Oktober 1844 wurde Bockelmann Kommandeur der 7. Division in Magdeburg. In dieser Stellung verlieh ihm König Friedrich Wilhelm IV. am 18. Januar 1846 den Stern zum Roten Adlerorden II. Klasse mit Eichenlaub und beförderte Bockelmann am 31. März 1846 zum Generalleutnant.
Mit einer jährlichen Pension von 2400 Talern nahm Bockelmann am 9. Mai 1848 seinen Abschied.

### Familie
Am 16. September 1839 vermählte sich Bockelmann in Schlichtingsheim mit Sophie Gräfin Potworowska (1810–1864). Kinder aus dieser Ehe sind nicht bekannt.